# Thaumatoperla timmsi
Thaumatoperla timmsi är en bäcksländeart som beskrevs av Peter Zwick 1979. Thaumatoperla timmsi ingår i släktet Thaumatoperla och familjen Eustheniidae. Inga underarter finns listade i Catalogue of Life.